# Romanèche (Montluel)
Pour les articles homonymes, voir Romanèche (homonymie).
Romanèche est un hameau de la commune française de Montluel dans le département de l'Ain. Il est parfois appelé Romanèche-La-Saulsaie et se retrouve ainsi associé au tout proche hameau de La Saulsaie où se trouve l'institut agricole fondé par Césaire Nivière.

## Histoire

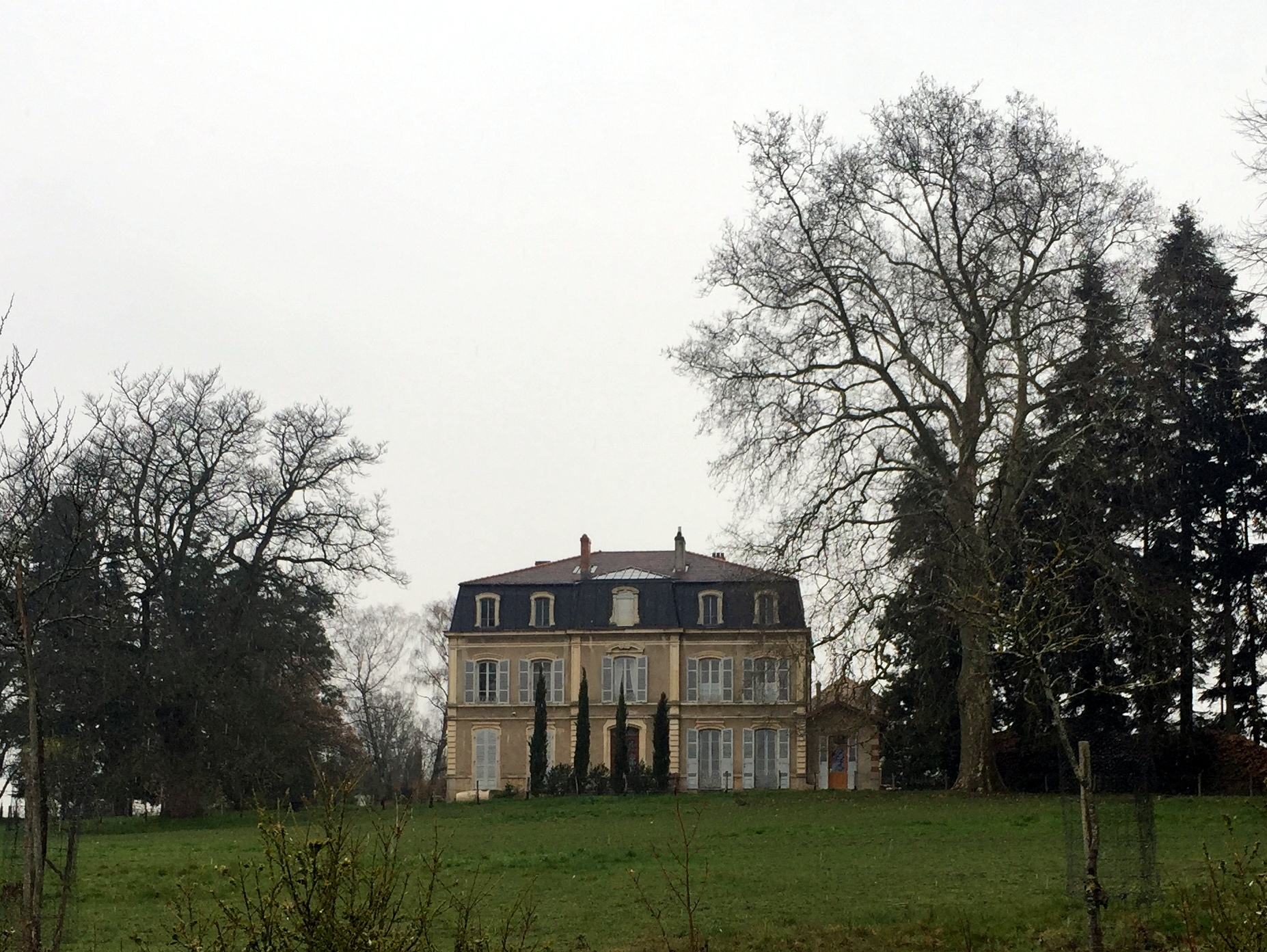
Le manoir de Romanèche.

Localisé sur un ancien site gallo-romain, le domaine dépend au Moyen Âge de la seigneurie de Montluel, avant de devenir la possession des Neufville de Villeroy. Au XIXe siècle, Alexandre Bodin, propriétaire du château de Montribloud devient le possesseur du château et de son domaine.

## Culture et patrimoine

### Lieux et monuments
- La petite église Saint-Martin[2] se trouve au cœur du hameau.
- L'étang Thomas est situé à proximité immédiate[1].
- Il y a un cimetière à Romanèche, comme à Jailleux, Cordieux et à Montluel-ville[3] : Pierre Cormorèche y est enterré.

- L'ancienne école a fermé en 2009[4]. En 2015 elle est vendue sur internet comme habitation[5].

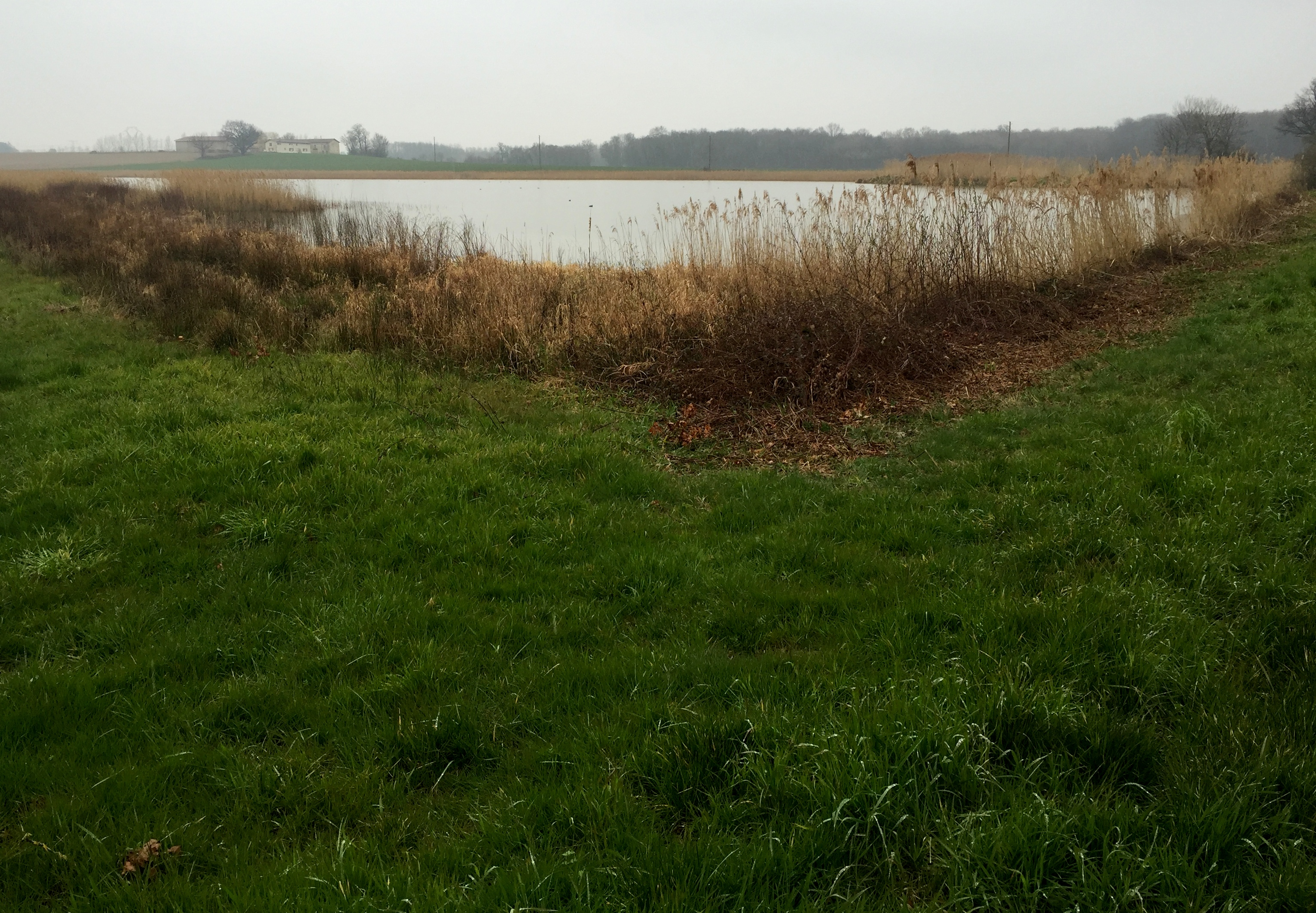
L'étang Thomas.
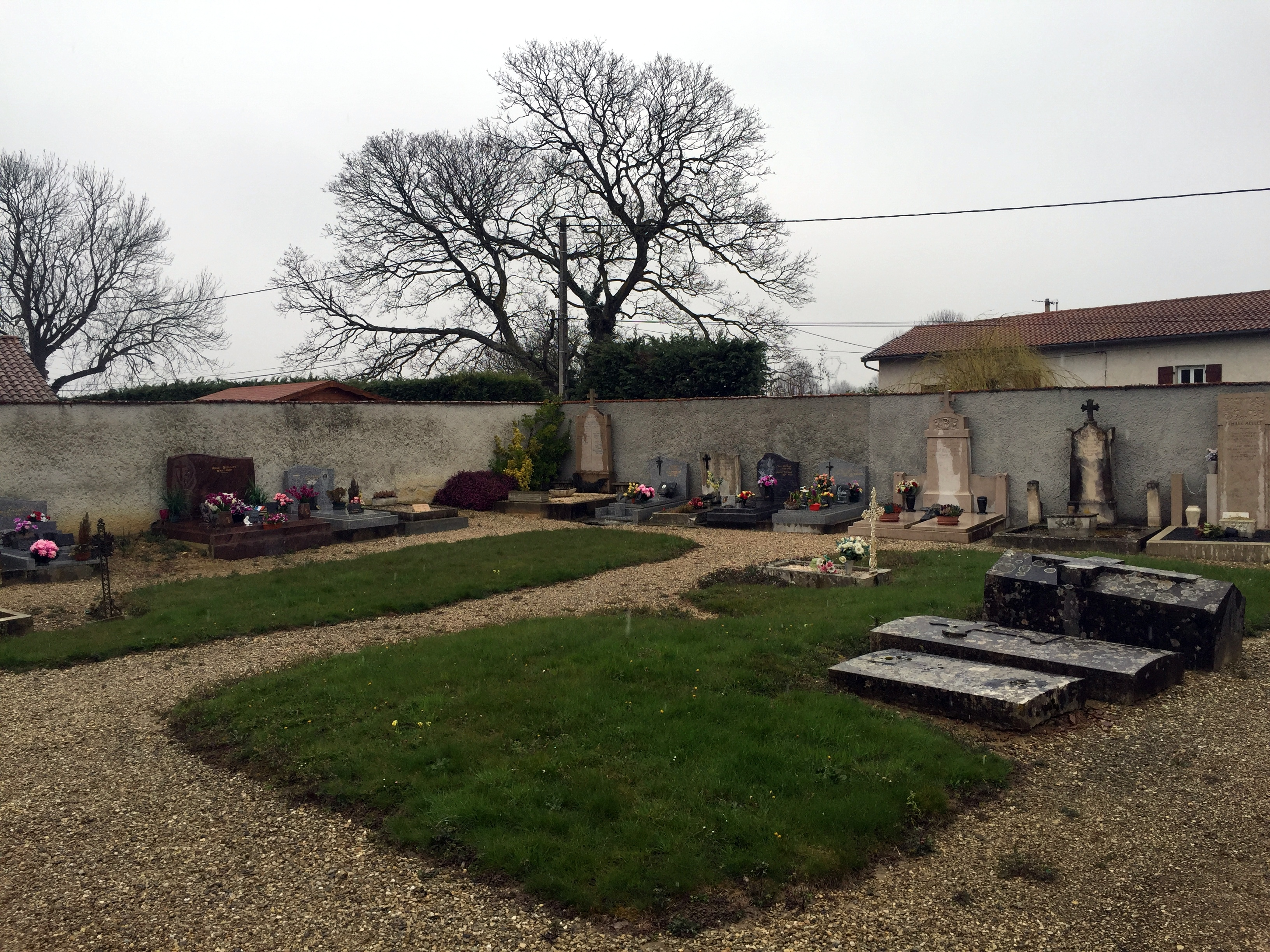
Vue du petit cimetière de Romanèche.
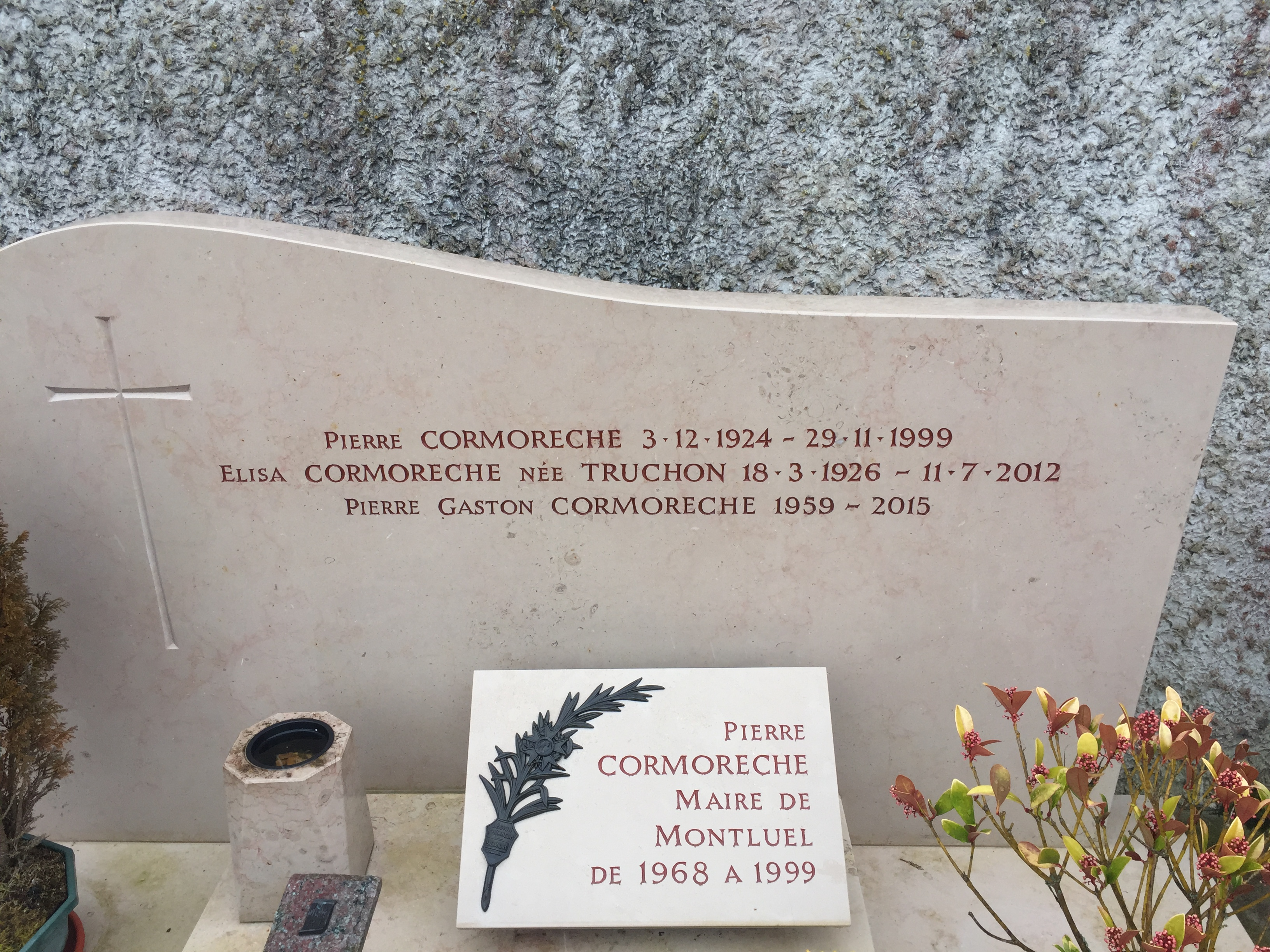
Tombe de Pierre Cormorèche.
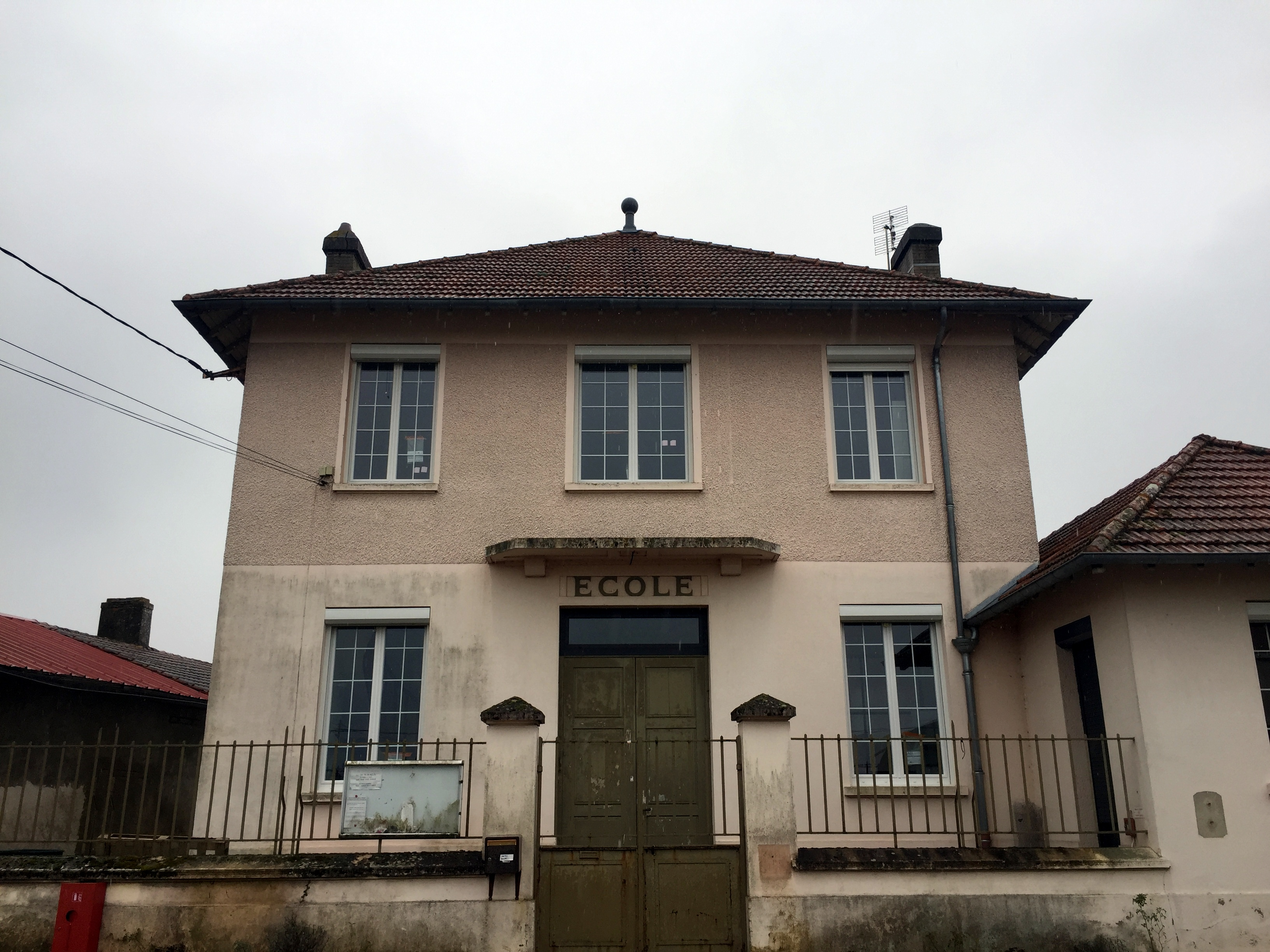
Ancienne école fermée en 2009.